# 马其顿希腊礼天主教会
馬其頓希臘禮天主教會（英語：Macedonian Greek Catholic Church）是天主教會的一部分，為拜占庭禮拜儀式傳統的一個分支，是東儀天主教會的成員之一，是完全與普世天主教會共融的，而它是直屬聖座。現在在馬其頓共和國設立一個東方禮教區。

## 歷史
早在1883年，已經在馬其頓設立宗座代牧區，直至1922年或1924年。而當時該教會是保加利亞希臘禮天主教會的一部分。在第一次世界大戰結束和南斯拉夫管治期間，代牧區被併入拜占庭禮天主教克里熱夫齊教區。2000年5月24日，聖座從普里茲倫宗座署理區中，分出羅馬禮斯科普里教區。2001年，任命以上教區主教兼任馬其頓宗座代牧區宗座代牧。 2008年，宗座代牧區由拜占庭禮天主教克里熱夫齊教區中，正式分出。
2018年3月31日，該教會唯一一個的宗座代牧區升格為教區並易名。

## 現況

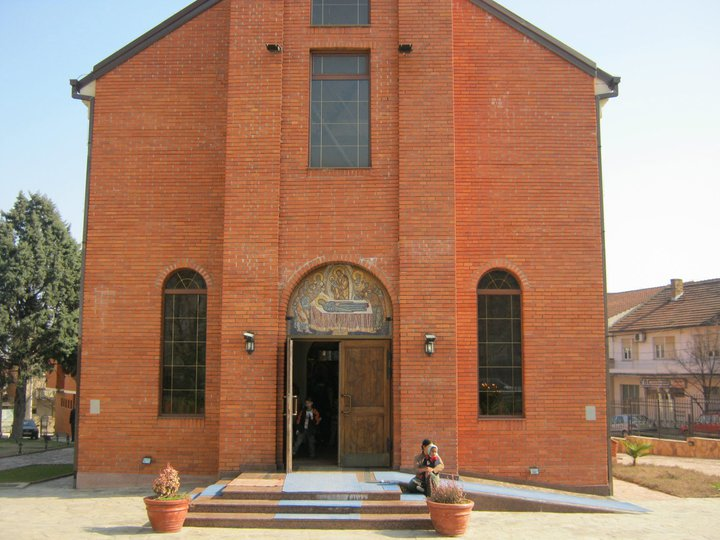
聖母升天主教座堂

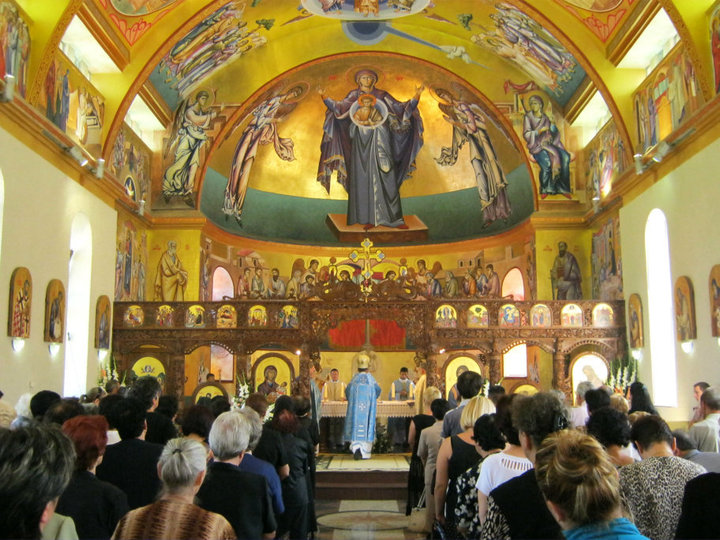
主教座堂內部

現在馬其頓希臘禮天主教會在馬其頓設立一個東方禮教區，名為斯特魯米察-斯科普里教區。截至2016年，估計約11,374人為該教會的信徒，一位主教，8個堂區，16名司鐸和18名修女。
| 年份 | 信徒人數 | 神父 | 堂區 |
| ---- | -------- | ---- | ---- |
| 2000 | 10,000   | 10   | 8    |
| 2001 | 6,320    | 9    | 5    |
| 2002 | 11,000   | 8    | 5    |
| 2003 | 11,367   | 8    | 5    |
| 2004 | 11,367   | 9    | 5    |
| 2005 | 11,398   | 9    | 5    |
| 2006 | 11,483   | 8    | 5    |
| 2007 | 11,491   | 8    | 5    |
| 2008 | 15,175   | 10   | 6    |
| 2009 | 15,041   | 11   | 7    |
| 2010 | 15,037   | 11   | 7    |
| 2016 | 11,374   | 16   | 8    |

## 主教列表

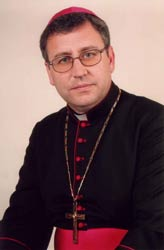
現任主教基羅·斯托揚諾夫

- Lazar Mladenov (1883年6月12日 – 1895年7月23日) Satala榮譽主教
- Epiphany Shanov (1895 7月23日 – 1922年或1924年) Livias榮譽主教
- Joakim Herbut (2001年-2005年) 天主教斯科普里教區主教
- 基羅·斯托揚諾夫  (2005年-現在) [cha 1][gci 1]